# Encyklopedia popularna
Encyklopedia popularna – sześciotomowa, ilustrowana, polska encyklopedia ogólna, która wydana została w 1830 w Warszawie przez Antoniego Krauza .

## Opis
Encyklopedię w 1830 wydał w Warszawie Antoni Krauz, który był tłumaczem treści oraz edytorem. Drukowana była początkowo w drukarni J. Węckiego, a od tomu IV wydawana była w warszawskiej drukarni O. Łątkiewicza. Wydawnictwo można było zakupić we wszystkich ważniejszych księgarniach warszawskich. Prenumeraty prowadziły księgarnie Gluksberga, Hugesa i Kermena, Brzeziny, Magnusa, Zawadzkiego, Ciechanowskiego, Klielichena i Kremke. Tom I kosztował 4 złote 15 groszy .
Pełny tytuł publikacji brzmiał: 'Encyklopedya popularna: obeymuiąca umieiętności, sztuki i rzemiosła wyłożone sposobem przystępnym dla wszystkich klass: ogłoszona w Londynie pod opieką Towarzystwa Zatrudniaiącego się Rozszerzaniem Umieiętności Użytecznych. Opublikowano 6. tomów:
- t. I, Rozprawa o celu, korzyściach i przyiemnościach z umieiętności wynikaiących służąca za wstęp do Encyklopedyi Popularney, 148 stron, Warszawa 1830[1] ,
- t. II, O sztuce budowania kominów, o poprawieniu dawnych i o sposobach mieszkania od dymu zabezpieczaiących, tudzież o sztuce ogrzewania mieszkań i gotowania pokarmów z oszczędnością, 138 stron, 4 tablice, Warszawa 1830,
- t. III, Statyka i dynamika, 132 strony, 5 tablic, Warszawa 1830,
- t. IV, Hydrostatyka albo nauka o równowadze płynów, 111 stron, 2 tablice, Warszawa 1830,
- t. V, Hidraulika albo nauka o ruchu i sile płynów, 128 stron, 3 tablice, Warszawa 1830,
- t. VI, O ciepliku czyli o naturze, przyczynach i działaniu cieplika, 146 stron, tablica, Warszawa 1830,